# Mateusz Polski
Mateusz Tomasz Polski (ur. 5 lutego 1993 w Białogardzie) – polski bokser, brązowy medalista igrzysk europejskich i mistrzostw Europy, dwukrotny mistrz Polski, czterokrotny młodzieżowy mistrz Polski.

## Kariera
W 2013 roku zajął trzecie miejsce na Turnieju im. Feliksa Stamma. Następnego roku zwyciężył w Międzynarodowym Turnieju Leszka Drogosza oraz Turnieju Miast Kopernikańskich, a na tym samym turnieju w 2015 roku był drugi.
W 2015 roku zdobył brązowy medal podczas igrzysk europejskich w Baku w kategorii do 60 kg. W ćwierćfinale pokonał Białorusina Wazgiena Safarjanca 2:1, lecz w półfinale przegrał jednogłośnie na punkty z Francuzem Sofianem Oumihą.
W czerwcu 2017 roku na mistrzostwach Europy w Charkowie, po pokonaniu w 1/8 finału Niemca Wladislawa Baryshnika i w ćwierćfinale Lorenso Sotomayora reprezentującego Azerbejdżan, przegrał w półfinale z Armeńczykiem Howhannesem Baczkowem, zdobywając brązowy medal w kategorii do 64 kg.
Od 2022 roku walczy w zawodowym boksie.

## Wyniki
Wyniki igrzysk olimpijskich, mistrzostw świata, igrzysk europejskich i mistrzostw Europy.
| Rok  | Zawody               | Miejscowość   | Kategoria | Runda       | Przeciwnik          | Wynik |
| ---- | -------------------- | ------------- | --------- | ----------- | ------------------- | ----- |
| 2013 | Mistrzostwa Europy   | Mińsk         | 60 kg     | 1. runda    | Michal Zátorský     | W TKO |
| 2013 | Mistrzostwa Europy   | Mińsk         | 60 kg     | 2. runda    | Miklós Varga        | P 1:2 |
| 2015 | Igrzyska europejskie | Baku          | 60 kg     | 1. runda    | Vadim Ivaniuc       | W 3:0 |
| 2015 | Igrzyska europejskie | Baku          | 60 kg     | Ćwierćfinał | Wazgien Safarjanc   | W 2:1 |
| 2015 | Igrzyska europejskie | Baku          | 60 kg     | Półfinał    | Sofiane Oumiha      | P 0:3 |
| 2017 | Mistrzostwa Europy   | Charków       | 64 kg     | 1. runda    | Wladislaw Baryshnik | W 4:1 |
| 2017 | Mistrzostwa Europy   | Charków       | 64 kg     | Ćwierćfinał | Lorenso Sotomayor   | W 5:0 |
| 2017 | Mistrzostwa Europy   | Charków       | 64 kg     | Półfinał    | Howhannes Baczkow   | P 0:5 |
| 2017 | Mistrzostwa świata   | Hamburg       | 64 kg     | 1. runda    | John Gutiérrez      | P 2:3 |
| 2019 | Mistrzostwa świata   | Jekaterynburg | 63 kg     | 1. runda    | Enrico Lacruz       | P 1:4 |

## Lista walk zawodowych na ringu
| Wynik     | Rekord | Przeciwnik (bilans przed walką)  | Rozstrzygnięcie | Runda i czas  | Data       | Miejsce   | Uwagi                                                                      |
| --------- | ------ | -------------------------------- | --------------- | ------------- | ---------- | --------- | -------------------------------------------------------------------------- |
| Wygrana   | 9-1    | Nourdeen Toure (12-3)            | UD              | 8             | 06.04.2025 | Białystok |                                                                            |
| Wygrana   | 8-1    | Luis Enrique Romero (12-7-1)     | SD              | 8             | 26.10.2024 | Żukowo    |                                                                            |
| Wygrana   | 7-1    | Jan Lodzik (9-0)                 | UD              | 10            | 08.06.2024 | Karlino   | Zdobył tytuł mistrza świata WBC Francophone w wadze półśredniej.           |
| Wygrana   | 6-1    | Michał Bulik (6-5)               | UD              | 8             | 02.03.2024 | Koszalin  |                                                                            |
| Przegrana | 5-1    | Jan Lodzik (8-0)                 | UD              | 10            | 20.10.2023 | Legionowo | Pojedynek o pas mistrza świata WBC Francophone w wadze półśredniej.        |
| Wygrana   | 5-0    | Konstantine Dżangawadze (7-29-4) | UD              | 6             | 09.09.2023 | Białystok |                                                                            |
| Wygrana   | 4-0    | Denis Mądry (8-7)                | UD              | 10            | 02.06.2023 | Żukowo    | Zdobył wakujący pas mistrza Polski w wadze super lekkiej.                  |
| Wygrana   | 3-0    | Adam Ngange (20-7-2)             | KO              | 1 (10) (0:28) | 02.10.2022 | Karlino   | Zdobył wakujący pas międzynarodowego mistrza Polski w wadze super lekkiej. |
| Wygrana   | 2-0    | Saidi Mundi (25-8-1)             | KO              | 2 (6) (1:11)  | 14.05.2022 | Gdańsk    |                                                                            |
| Wygrana   | 1-0    | Tornike Kandelaki (8-10)         | TKO             | 2 (6) (1:24)  | 19.03.2022 | Stężyca   | Debiut zawodowy.                                                           |